# Википедија на курдском језику
Википедија на курдском језику је верзија Википедије на курдском језику, слободне енциклопедије, која данас има преко 12 000 чланака и заузима на листи Википедија 81. место.